# منزل الرمل والضباب (فلم)
منزل الرمل والضباب هو فيلم دراما أمريكي صدر عام 2003، من إخراج فاديم بيرلمان والسيناريو من تأليف شون لورانس أوتو وهو مستوحى من وراية منزل الرمل والضباب للكاتب أندري دوبوس الثالث.

## القصة
يتم طرد زوجة مهجورة من بيتها وتضطر للعمل منظفة منازل، ويبدأ الصراع المأساوي مع أصحاب منزلها الجدد ذوي الأصول الإيرانية بعد شرائهم لنفس المنزل من بعد بيعه.

## طاقم التمثيل
- جينيفر كونلي بدور كاثي نيكولو
- بن كينغسلي بدور العقيد مسعود أمير بهراني
- شهره اغداشلو بدور نديرة «نادي» بهراني
- رون إلدارد بدور ليستر بيردون
- فرانسيس فيشر بدور كوني والش
- جوناثان أحدوت[الإنجليزية] بدور إسماعيل بهراني
- كيم ديكينز بدور كارول بيردون
- كارلوس غوميز بدور الملازم ألفاريز
- نافي روات بدور سورايا بهراني

## وصلات خارجية
- الموقع الرسمي
- مقالات تستعمل روابط فنية بلا صلة مع ويكي بيانات
- مقابلة جينيفر كونلي